# 1992-es sakkolimpia
A 30. nyílt és 15. női sakkolimpiát 1992. június 7. és június 25. között rendezték meg a Fülöp-szigeteken, Manilában. A versenyen nyílt és női kategóriában indulhattak a nevező országok csapatai. A verseny helyszíne a The Philippine International Convention Center volt.
Ezen az olimpián indultak először külön csapatban a volt Szovjetunió tagállamai és a korábbi Jugoszlávia köztársaságai, és a második világháború után először ezen a sakkolimpián szerepelt közös csapatban a korábbi két német állam csapata.
A címvédő a nyílt kategóriában a Szovjetunió, míg a nőknél Magyarország válogatottja volt. A versenyt a nyílt kategóriában Oroszország válogatottja, a női kategóriában Grúzia csapata nyerte. Magyarország válogatottja a nyílt versenyen megismételte a legutóbbi sakkolimpia helyezését,  ezúttal is a csalódást keltő 17., míg a Polgár lányokat ezúttal nélkülöző női csapat várakozáson felül a negyedik helyen végzett.

## A verseny résztvevői
A nyílt versenyre 102 csapat 617 versenyzője nevezett, köztük 117 nemzetközi nagymester és 146 nemzetközi mester. A női versenyen 64 csapatban 252 fő vett részt, köztük 28 női nemzetközi nagymester és 60 női nemzetközi mester.

## A verseny menete
A nyílt és a női verseny egymástól külön, 14 fordulós svájci rendszerben került megrendezésre. A nyílt versenyben a csapatok 6 főt nevezhettek, akik közül egy-egy fordulóban 4-en játszottak, a női versenyben 4 fő nevezésére volt lehetőség, akik közül egyidőben hárman játszhattak. A csapatot alkotó versenyzők között előzetesen fel kellett állítani az erősorrendet, és azt meg kellett adni a versenybíróknak. A leadott erősorrendnek nem kell megegyeznie a versenyzők Élő-értékszámának sorrendjével. Az egyes fordulókban ennek az erősorrendnek a figyelembe vételével alkotnak párokat az egymással játszó csapatok.
Az egyes játszmákban a játékosoknak fejenként 2 óra állt rendelkezésre 40 lépés megtételére, majd 20 lépésenként további 1-1 óra.
A csapatok pontszámát az egyes játékosok által elért eredmények összege adja. Egy játszmában a győzelemért 1 pont, a döntetlenért fél pont jár. A végeredmény, a csapatpontszám az így szerzett pontok alapján kerül meghatározásra.
Az olimpiai kiírás szerint holtverseny esetén elsődlegesen a Buchholz-számítás dönt. Ha ez is egyenlő, akkor a csapatpontszámokat veszik figyelembe oly módon, hogy egy csapatgyőzelem 2 pontot, a döntetlen 1 pontot ér.

## A nyílt verseny
Az orosz válogatott első tábláján a világbajnok Garri Kaszparov játszott, és a csapatban a tartalékok között helyet kapott az ekkor még csak 17 éves és csupán FIDE-mesteri címmel rendelkező későbbi világbajnok, Vlagyimir Kramnyik, aki rászolgált a bizalomra, mert 94,4%-os, 2958-as fantasztikus teljesítményértékével jelentősen hozzájárult a csapat aranyérméhez. A korábbi Szovjetunió sakkozóinak erősségét jól mutatta, hogy a 2. és 3. helyen is egy-egy volt tagköztársaság végzett: Üzbegisztán és Örményország válogatottja.
A magyar válogatott az átlagos Élő-pontszám alapján a 6. legerősebb volt a mezőnyben, ehhez képest az elért 17. hely csalódásnak tekinthető.

### A verseny végeredménye
| H. | Ország                    | Pont | Buchholz | CsP | +  | = | - |
| -- | ------------------------- | ---- | -------- | --- | -- | - | - |
| 1  | Oroszország               | 39   | 461,0    | 24  | 11 | 2 | 1 |
| 2  | Üzbegisztán               | 35   | 453,5    | 21  | 10 | 1 | 3 |
| 3  | Örményország              | 34½  | 458,0    | 21  | 9  | 3 | 2 |
| 4  | Amerikai Egyesült Államok | 34   | 453,5    | 21  | 10 | 1 | 3 |
| 5  | Lettország                | 33½  | 450,0    | 21  | 9  | 3 | 2 |
| 6  | Izland                    | 33½  | 443,0    | 18  | 9  | 0 | 5 |
| 7  | Horvátország              | 33½  | 440,0    | 18  | 9  | 0 | 5 |
| 8  | Grúzia                    | 33   | 450,0    | 18  | 8  | 2 | 4 |
| 9  | Ukrajna                   | 33   | 449,5    | 19  | 8  | 3 | 3 |
| 10 | Anglia                    | 33   | 445,5    | 16  | 6  | 4 | 4 |
|    | ...                       |      |          |     |    |   |   |
| 17 | Magyarország              | 32   | 447,0    | 17  | 7  | 3 | 4 |

### Egyéni érmesek
Egyénileg táblánként a három legjobb százalékot elért versenyző kapott érmet, rajtuk kívül egyéni érmet kapott a teljes mezőnyt figyelembe véve a három legjobb teljesítményértéket elért játékos.

#### Teljesítményérték alapján
|           | Versenyző          | Ország       | Élő-p. | Telj.érték |
| --------- | ------------------ | ------------ | ------ | ---------- |
| Aranyérem | Vlagyimir Kramnyik | Oroszország  | 2590   | 2958       |
| Ezüstérem | Garri Kaszparov    | Oroszország  | 2780   | 2908       |
| Bronzérem | Smbat Lputian      | Örményország | 2560   | 2752       |

#### Első tábla
|           | Versenyző          | Ország      | Pont | Játszma | Százalék |
| --------- | ------------------ | ----------- | ---- | ------- | -------- |
| Aranyérem | Garri Kaszparov    | Oroszország | 8½   | 10      | 85       |
| Ezüstérem | Xian Yang          | Hongkong    | 10   | 12      | 83,3     |
| Bronzérem | Alaa Eddine Moussa | Palesztina  | 10½  | 13      | 80,8     |

#### Második tábla
|           | Versenyző         | Ország          | Pont | Játszma | Százalék |
| --------- | ----------------- | --------------- | ---- | ------- | -------- |
| Aranyérem | Jaime Sunyé Neto  | Brazília        | 8    | 10      | 80       |
| Ezüstérem | Stuart Fancy      | Pápua Új-Guinea | 8    | 10      | 80       |
| Bronzérem | António Fernandes | Portugália      | 7    | 9       | 77,8     |

#### Harmadik tábla
|           | Versenyző            | Ország       | Pont | Játszma | Százalék |
| --------- | -------------------- | ------------ | ---- | ------- | -------- |
| Aranyérem | Alekszander Nenashev | Üzbegisztán  | 9½   | 12      | 79,2     |
| Ezüstérem | Smbat Lputian        | Örményország | 11   | 14      | 78,6     |
| Bronzérem | Juan Reyes           | Peru         | 7½   | 10      | 75       |

#### Negyedik tábla
|           | Versenyző          | Ország      | Pont | Játszma | Százalék |
| --------- | ------------------ | ----------- | ---- | ------- | -------- |
| Aranyérem | Gustavo Zelaya     | Salvador    | 9    | 10      | 90       |
| Ezüstérem | Szergej Zagrebelny | Üzbegisztán | 8½   | 11      | 77,3     |
| Bronzérem | Leon Gostiša       | Szlovénia   | 8½   | 11      | 77,3     |

#### Ötödik játékos (első tartalék)
|           | Versenyző                | Ország         | Pont | Játszma | Százalék |
| --------- | ------------------------ | -------------- | ---- | ------- | -------- |
| Aranyérem | Vlagyimir Kramnyik       | Oroszország    | 8½   | 9       | 94,4     |
| Ezüstérem | Eric Gloria              | Fülöp-szigetek | 6    | 7       | 85,7     |
| Bronzérem | Hannes-Hlifar Stefansson | Izland         | 7    | 9       | 77,8     |

#### Hatodik játékos (második tartalék)
|           | Versenyző              | Ország       | Pont | Játszma | Százalék |
| --------- | ---------------------- | ------------ | ---- | ------- | -------- |
| Aranyérem | Ognjen Cvitan          | Horvátország | 8    | 10      | 80       |
| Ezüstérem | Julian Michael Hodgson | Anglia       | 6    | 8       | 75       |
| Bronzérem | Bazar Hatanbaatar      | Mongólia     | 8    | 11      | 72,7     |

### A legszebb játszmák díjai
- 1. díj: Kaszparov (RUS, 2780)–Nikolics (BIH, 2635) 1–0
- 2. díj: Rogers (AUS, 2550)–Milos (BRA, 2515) 1–0
- 3. díj: Nenashev (UZB, 2515)–Wedberg (SWE, 2465) 1–0
- További díjazottak:
  - Šabalovs (LAT, 2535)–Smirin (ISR, 2545) 1–0
  - Zapata (COL, 2515)–Ftáčnik (CSR, 2550) 1–0
  - Van Wely (NED, 2560)–Kramnyik (RUS, 2590) 0–1
  - Yurtaev (KGZ, 2515)–Gurevich (BEL, 2635) 0–1
  - Handoko (INA, 2390)–Zueger (SUI, 2420) 1–0

### A magyar eredmények
| Forduló                            | Ellenfél                           | Sax Gyula 2600       | Sax Gyula 2600 | Portisch Lajos 2575 | Portisch Lajos 2575 | Ribli Zoltán 2595 | Ribli Zoltán 2595 | Pintér József 2580 | Pintér József 2580 | Adorján András 2535 | Adorján András 2535 | Horváth József 2480    | Horváth József 2480 | Pont |
| ---------------------------------- | ---------------------------------- | -------------------- | -------------- | ------------------- | ------------------- | ----------------- | ----------------- | ------------------ | ------------------ | ------------------- | ------------------- | ---------------------- | ------------------- | ---- |
| 1                                  | Ausztria                           | Robatsch 2410        | ½              |                     |                     | Wittmann 2380     | 1                 | Wach 2320          | 1                  |                     |                     | Schuh 2310             | ½                   | 3    |
| 2                                  | Fülöp-szigetek                     | Torre 2555           | 1              |                     |                     | Barcenilla 2465   | 1                 | De Guzman 2390     | 1                  | Atutubo -           | ½                   |                        |                     | 3½   |
| 3                                  | Moldova                            | Bologan 2585         | ½              | Titov 2490          | 1                   | Nevednicii 2470   | ½                 | Komliakov 2415     | ½                  |                     |                     |                        |                     | 2½   |
| 4                                  | Izrael                             | Psakhis 2605         | ½              | Smirin 2545         | ½                   | Gofshtein 2485    | 1                 | Grünfeld 2510      | 0                  |                     |                     |                        |                     | 2    |
| 5                                  | Bulgária                           | Georgiev Ki. 2605    | ½              | Spasov 2550         | ½                   | Ermenkov 2505     | ½                 | Georgiev Kr. 2505  | ½                  |                     |                     |                        |                     | 2    |
| 6                                  | Anglia                             |                      |                | Short 2685          | 0                   | Speelman 2630     | ½                 |                    |                    | Adams 2620          | 0                   | Chandler 2590          | 1                   | 1½   |
| 7                                  | Peru                               | Urday Cáceres 2480   | 1              |                     |                     | Reyes 2415        | ½                 | Aguilar Novoa 2315 | 1                  |                     |                     | Pesantes Carbajal 2335 | 1                   | 3½   |
| 8                                  | Izland                             | Hjartarson 2580      | ½              | Ólafsson 2525       | ½                   | Árnason 2515      | 1                 | Pórhallsson 2445   | ½                  |                     |                     |                        |                     | 2½   |
| 9                                  | Üzbegisztán                        |                      |                | Loginov 2540        | 1                   | Serper 2540       | ½                 | Nenashev 2515      | ½                  |                     |                     | Zagrebelny 2440        | ½                   | 2½   |
| 10                                 | Amerikai Egyesült Államok          |                      |                | Gata Kamsky 2655    | 0                   | Yermolinsky 2595  | ½                 | Christiansen 2595  | ½                  |                     |                     | Gulko 2560             | ½                   | 1½   |
| 11                                 | Hollandia                          | Timman 2620          | ½              | Piket 2615          | 0                   |                   |                   | Van der Wiel 2540  | ½                  | Van Wely 2560       | 1                   |                        |                     | 2    |
| 12                                 | Grúzia                             | Azmaiparashvili 2610 | ½              |                     |                     | Ubilava 2560      | ½                 | Sturua 2545        | ½                  |                     |                     | Giorgadze 2525         | 0                   | 1½   |
| 13                                 | Bosznia-Hercegovina                | Nikolić 2635         | ½              |                     |                     | Sokolov 2630      | 0                 | Kurajica 2585      | ½                  | Dizdarević 2505     | 0                   |                        |                     | 1    |
| 14                                 | Románia                            | Şubă 2520            | 1              | Marin 2525          | 1                   |                   |                   | Ionescu 2465       | 1                  |                     |                     | Istrătescu 2430        | 0                   | 3    |
| Szerzett pontszám (Játszmák száma) | Szerzett pontszám (Játszmák száma) | 7 (11)               | 7 (11)         | 4½ (9)              | 4½ (9)              | 7½ (12)           | 7½ (12)           | 8 (13)             | 8 (13)             | 1½ (4)              | 1½ (4)              | 3½ (7)                 | 3½ (7)              |      |
| Teljesítményérték                  | Teljesítményérték                  | 2666                 | 2666           | 2570                | 2570                | 2516              | 2516              | 2473               | 2473               | 2421                | 2421                | 2456                   | 2456                |      |

## Női verseny
A női versenyben Magyarország válogatottja volt a címvédő. Ezúttal azonban a Polgár lányok nélkül játszott a csapat, a címvédők közül csak Mádl ildikó szerepelt ezúttal is a válogatottban. Az átlagos Élő-pontszámot tekintve a két világbajnokot is felvonultató Grúzia kimagaslott a mezőnyből, ehhez képest mindössze fél ponttal előzték meg a második helyezett Ukrajna és a mögöttük ugyancsak fél ponttal lemaradó Kína csapatát. A magyar csapat a 6. legerősebbként lett rangsorolva, ehhez képest a végeredményben megszerzett 4. hely igen jó teljesítmény.

### A női verseny végeredménye
Az első 10 helyezett:
| H. | Ország                    | Pont | Buchholz | CsP | +  | = | - |
| -- | ------------------------- | ---- | -------- | --- | -- | - | - |
| 1  | Grúzia                    | 30½  | 346,5    | 25  | 11 | 3 | 0 |
| 2  | Ukrajna                   | 29   | 345,5    | 22  | 9  | 4 | 1 |
| 3  | Kína                      | 28½  | 343,0    | 20  | 9  | 2 | 3 |
| 4  | Magyarország              | 26½  | 338,5    | 20  | 9  | 2 | 3 |
| 5  | Oroszország               | 26   | 329,5    | 21  | 10 | 1 | 3 |
| 6  | Románia                   | 25   | 350,0    | 15  | 6  | 3 | 5 |
| 7  | Azerbajdzsán              | 25   | 342,0    | 19  | 8  | 3 | 3 |
| 8  | Kazahsztán                | 24½  | 347,0    | 17  | 7  | 3 | 4 |
| 9  | Amerikai Egyesült Államok | 24½  | 346,5    | 17  | 8  | 1 | 5 |
| 10 | Csehszlovákia             | 24   | 338      | 18  | 8  | 2 | 4 |

### Egyéni érmesek
A mezőny egészét figyelembe elért teljesítményérték, valamint a táblánkénti százalékos eredmény alapján állapították meg az egyéni érmesek sorrendjét. A magyar versenyzők közül a 3. táblán Verőci Zsuzsa ezüstérmet szerzett.

#### Teljesítményérték alapján
|           | Versenyző                  | Ország  | Élő-p. | Telj.érték |
| --------- | -------------------------- | ------- | ------ | ---------- |
| Aranyérem | Maia Csiburdanidze         | Grúzia  | 2485   | 2692       |
| Ezüstérem | Alisza Galljamova-Ivanchuk | Ukrajna | 2410   | 2560       |
| Bronzérem | Nana Ioszeliani            | Grúzia  | 2445   | 2512       |

#### Első tábla
|           | Versenyző                  | Ország  | Pont | Játszma | Százalék |
| --------- | -------------------------- | ------- | ---- | ------- | -------- |
| Aranyérem | Maia Csiburdanidze         | Grúzia  | 11½  | 13      | 88,5     |
| Ezüstérem | Alisza Galljamova-Ivanchuk | Ukrajna | 11   | 14      | 78,6     |
| Bronzérem | Hszie Csün                 | Kína    | 10   | 13      | 76,9     |

#### Második tábla
|           | Versenyző             | Ország      | Pont | Játszma | Százalék |
| --------- | --------------------- | ----------- | ---- | ------- | -------- |
| Aranyérem | Szvetlana Prudnikova  | Oroszország | 8½   | 11      | 77,3     |
| Ezüstérem | Lindri Juni Wiyajanti | Indonézia   | 9    | 13      | 69,2     |
| Bronzérem | Borislava Borisova    | Svédország  | 8    | 12      | 66,7     |

#### Harmadik tábla
|           | Versenyző       | Ország       | Pont | Játszma | Százalék |
| --------- | --------------- | ------------ | ---- | ------- | -------- |
| Aranyérem | Nana Ioszeliani | Grúzia       | 10   | 12      | 83,3     |
| Ezüstérem | Verőci Zsuzsa   | Magyarország | 8½   | 11      | 77,3     |
| Bronzérem | Regina Ribeiro  | Brazília     | 9    | 12      | 75       |

#### Negyedik játékos (tartalék)
|           | Versenyző           | Ország    | Pont | Játszma | Százalék |
| --------- | ------------------- | --------- | ---- | ------- | -------- |
| Aranyérem | Suneetha Wijesuriya | Srí Lanka | 6½   | 8       | 81,3     |
| Ezüstérem | Rokshana Gulshan    | Banglades | 5½   | 7       | 78,6     |
| Bronzérem | Csin Kan-jing       | Kína      | 8½   | 11      | 77,3     |

### A magyar eredmények
| Forduló                            | Ellenfél                           | Mádl Ildikó 2375         | Mádl Ildikó 2375 | Csonkics Tünde 2345   | Csonkics Tünde 2345 | Verőci Zsuzsa 2310 | Verőci Zsuzsa 2310 | Horváth Júlia 2240 | Horváth Júlia 2240 | Pont |
| ---------------------------------- | ---------------------------------- | ------------------------ | ---------------- | --------------------- | ------------------- | ------------------ | ------------------ | ------------------ | ------------------ | ---- |
| 1                                  | Svédország                         | Johansson 2155           | 1                | Jiretom -             | 1                   | Samuelsson -       | ½                  |                    |                    | 2½   |
| 2                                  | Spanyolország                      | García Vicente 2245      | ½                | Cuevas Rodríguez 2200 | ½                   |                    |                    | Vilar López 2230   | 1                  | 2    |
| 3                                  | Izrael                             | Segal 2190               | ½                | Yermolinskaya 2205    | 1                   | Zak 2130           | 1                  |                    |                    | 2½   |
| 4                                  | Anglia                             | Arkell 2320              | ½                | Bellin 2240           | ½                   | Jackson 2230       | 1                  |                    |                    | 2    |
| 5                                  | Románia                            | Foişor 2375              | 1                | Nuţu-Gajic 2325       | ½                   |                    |                    | Radu 2250          | ½                  | 2    |
| 6                                  | Ukrajna                            | Galljamova-Ivanchuk 2410 | 0                | Litinskaya 2370       | 0                   | Semenova 2225      | ½                  |                    |                    | ½    |
| 7                                  | Azerbajdzsán                       | Velikhanli 2230          | 1                | Kadimova 2265         | ½                   | Babaeva 2065       | ½                  |                    |                    | 2    |
| 8                                  | Grúzia                             | Maia Csiburdanidze 2485  | 0                | Ioszeliani 2445       | 0                   | Gurieli 2375       | 1                  |                    |                    | 1    |
| 9                                  | Kína                               | Hszie Csün 2480          | 0                | Wang Pin 2345         | ½                   | Csin Kan-jing 2315 | ½                  |                    |                    | 1    |
| 10                                 | Hollandia                          |                          |                  | Sziva Erika 2245      | 1                   | De Greef 2180      | 1                  | De Vries 2180      | ½                  | 2½   |
| 11                                 | Kazahsztán                         | Sakhatova G. 2365        | ½                | Sakhatova E. 2190     | 0                   | Tazhieva 2190      | 1                  |                    |                    | 1½   |
| 12                                 | Amerikai Egyesült Államok          | Akhmilovskaya 2405       | ½                |                       |                     | Epstein 2255       | ½                  | Levitan 2245       | ½                  | 1½   |
| 13                                 | Indonézia                          | Lumongdong -             | 1                | Wijayanti 2070        | 1                   |                    |                    | Sulistya 2070      | ½                  | 2½   |
| 14                                 | India                              | Gokhale 2200             | 1                | Saritha 2155          | 1                   | Mangal 2025        | 1                  |                    |                    | 3    |
| Szerzett pontszám (Játszmák száma) | Szerzett pontszám (Játszmák száma) | 7½ (13)                  | 7½ (13)          | 7½ (13)               | 7½ (13)             | 8½ (11)            | 8½ (11)            | 3 (5)              | 3 (5)              |      |
| Teljesítményérték                  | Teljesítményérték                  | 2354                     | 2354             | 2292                  | 2292                | 2392               | 2392               | 2267               | 2267               |      |